# Александровка (Лениногорский район)
Алекса́ндровка (тат. Александровка) — посёлок в Лениногорском районе Республики Татарстан Российской Федерации. Входит в состав Новочершилинского сельского поселения.

## Название
Топоним произошел от антропонима «Александр».

## География
Посёлок расположен на реке Мошкара, в 4 километрах к северу от города Лениногорск.

## История
Посёлок основан в 1910-х годах переселенцами из села Горкино. До 1920 года входил в Ново-Письмянскую волость Бугульминского уезда Самарской губернии. С 1920 года в Бугульминском кантоне ТАССР. С 10 августа 1930 года в Бугульминском, с 10 февраля 1935 года в Ново-Письмянском, с 18 августа 1955 года в Лениногорском районах. В 1930 году в Александровке был организован колхоз «Свобода», с 1957 посёлок в составе совхоза «Лениногорский».
Законом Республики Татарстан от 22 мая 2010 года № 25-ЗРТ, 28 мая 2010 года входивший в состав Письмянского сельского поселения посёлок Александровка был отнесён в состав Новочершилинского сельского поселения.

## Население
| 1926 | 1949 | 1958 | 1970 | 1979 | 1989 | 2000 | 2020 |
| ---- | ---- | ---- | ---- | ---- | ---- | ---- | ---- |
| 214  | 95   | 157  | 130  | 36   | 19   | 12   | 54   |